# Stelis pygmaea
Stelis pygmaea är en orkidéart som beskrevs av Célestin Alfred Cogniaux. Stelis pygmaea ingår i släktet Stelis och familjen orkidéer. Inga underarter finns listade i Catalogue of Life.